# 约翰·卢卡斯·冯·希尔德布兰特

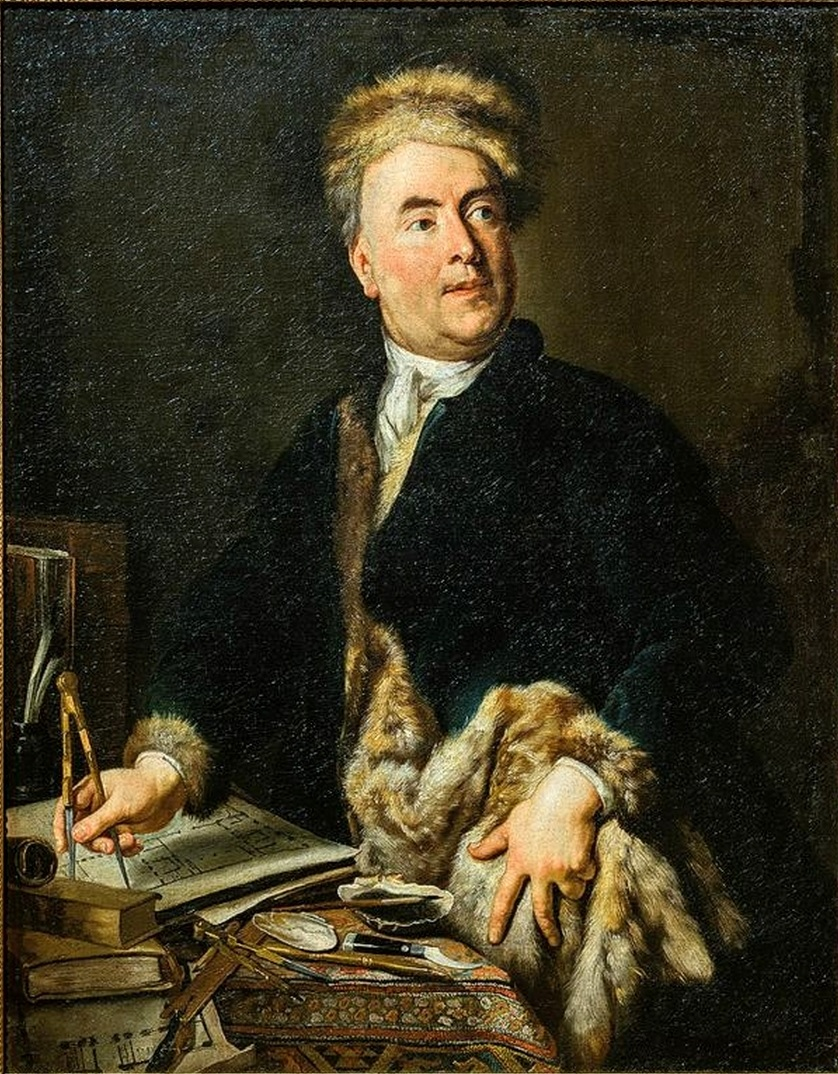
约翰·卢卡斯·冯·希尔德布兰特

约翰·卢卡斯·冯·希尔德布兰特（Johann Lukas von Hildebrandt，1668年11月14日 - 1745年11月16日）是一位奥地利巴洛克建筑設計師和军事建築工程师。 他曾为欧根亲王修建堡。 1700 年，他成为神聖羅馬帝國的宫廷工程师，1711年出任宫廷建筑部门负责人。 维也纳的施瓦岑贝格宫、圣伯多禄教堂和美景宫都是由他設計的。 